# 鳴海邦碩
鳴海 邦碩（なるみ くにひろ、1944年7月27日 - ）は、日本の都市環境デザイン研究家。アーバンデザイナー。大阪大学大学院ビジネスエンジニアリング専攻教授。専門は環境工学専攻都市環境デザイン学領域。

## 来歴・人物
青森県出身。1968年京都大学工学部建築学第二学科卒業。1970年同大学院修士課程修了。1972年から兵庫県技師。その後京都大学建築系学科助手から1979年大阪大学環境工学科助教授に赴任。主な作品に、堺市の大小路通りシンボルロード（竹中工務店開発計画本部井口勝文らと）、奈良町100年計画：Creating The Future Tradition（1993年、田端修、江川直樹他と）、湊町地区環境・サイン計画（1994年、大阪市 小浦久子他と）、エコシティ - 新・水の都大阪（1995年 日建設計増田昇らと）北摂住宅地区ゆりのき台環境共生住宅街区基本計画「自然に親しみ自然を育てる街」 がある。
1988年、『アーバン・クライマクス』を中心とした業績でサントリー学芸賞受賞。
1995年、地球駅・OCA環境デザインを監修したOCATウォーク・デザインで、1997年第4回空間デザイン・コンペティション-ガラスブロック作品例部門佳作。阪神・淡路大震災の震災復興まちづくりへの提言で兵庫県功労者表彰を共同受賞。1990年、ダイキンOSAKAアトリオA・Bの企画構想で、第10回大阪都市景観建築賞奨励賞受賞。

## 著書
- 『都市の自由空間 道の生活史から 』中公新書 1982 
  - 『都市の自由空間 街路から広がるまちづくり』学芸出版社 2009
- 『アーバン・クライマクス 現象としての生活空間学』筑摩書房 1987

### 共編著
- 『都市の開発と保存』上田篤共編 鹿島研究所出版会 SD選書 1973
- 『アンデス高地都市 ラ・パスの肖像』樺山紘一編 賀集セリーナ,富永茂樹共著 刀水書房 刀水歴史全書 1981
- 『市街地整備の人間的方法』(故藤井治君追悼論文集）延藤安弘・重村力・田端修・金澤成保共編 関西情報センター 1985
- 『景観からのまちづくり』編 学芸出版社 1989
- 『商都のコスモロジー 大阪の空間文化』橋爪紳也共編著 ティビーエス・ブリタニカ 1990
- 『都市・集まって住む形』編著 朝日選書 1990
- 『都市デザインの手法 魅力あるまちづくりへの展開』田端修,榊原和彦共編 学芸出版社 1990
- 『神々と生きる村王宮の都市 バリとジャワの集住の構造』アルディ・P・パリミン,田原直樹共編著 学芸出版社 1993
- 『住環境の計画 3 集住体を設計する』川村真次,富安秀雄,杉山茂一,千葉桂司共著 彰国社 1995
- 『都市環境デザイン 13人が語る理論と実践』編 都市環境デザイン会議関西ブロック著 学芸出版社 1995
- 『都市のリ・デザイン 持続と再生のまちづくり』編著 加藤恵正,角野幸博,下田吉之,澤木昌典著 学芸出版社 1999
- 『都市環境デザインの仕事』都市環境デザイン会議関西ブロック共編 学芸出版社 2001
- 『失われた風景を求めて 災害と復興、そして景観』小浦久子共著 大阪大学出版会 阪大リーブル 2008
- 『都市の魅力アップ』編著 森山秀二,梶木盛也,岸田文夫,篠原祥,泉英明著 学芸出版社 2008